# Huinculsaurus
Huinculsaurus („Ještěr ze souvrství Huincul“) byl rod malého a štíhle stavěného masožravého dinosaura (teropoda) z nadčeledi Abelisauroidea. Žil v období rané svrchní křídy (geologický věk cenoman, asi před 95 miliony let) na území současné argentinské Patagonie (provincie Neuquén, lokalita Aguada Grande).

## Objev a popis
Typový druh H. montesi byl formálně popsán roku 2020 na základě objevu tří hrudních a dvou křížových obratlů, vykazujících unikátní anatomické znaky. Fosilie byly objeveny v geologickém souvrství Huincul, známém například objevem obřího titanosaura druhu Argentinosaurus huinculensis. Vzhledem k jejich tvaru a anatomii je možné konstatovat, že H. montesi byl zástupcem abelisauroidů z čeledi Noasauridae, pravděpodobně pak přímo z podčeledi Elaphrosaurinae. Nejbližším známým příbuzným by mohl být geologicky starší druh Elaphrosaurus bambergi ze svrchní jury východní Afriky. Huinculsaurus tak dokládá, že noasauridi z této vývojové větve přežili na území Jižní Ameriky až do rané svrchní křídy.
Podle některých výzkumů se mohlo jednat o zástupce zmíněné podčeledi, ovšem v rámci čeledi Bahariasauridae.